# Enclavament lingüístic
Un enclavament lingüístic o illa lingüística és un territori petit on, de manera aïllada, es parla una llengua diferent de la que l'envolta.
Existeixen també d'altres illes, o illetes, lingüístiques en molts estats a conseqüència dels canvis geopolítics, persecucions religioses o repoblaments que hi van ocórrer segles enrere.

## Illes lingüístiques a Europa
A Itàlia existeix una illa occitana a Calàbria (Guardia Piemontese) i enclavaments genovesos, francoprovençals o fins i tot grecs i albanesos a la part meridional de la península Itàlica.
A Portugal existeix una illa lingüística lleonesa a Miranda do Douro. També existeixen minoritats importants d'hongaresos a Romania i a altres països veïns.
Pel que fa al català, hi ha dos casos: l'un és la ciutat de l'Alguer on es parla el català en un territori en què a tot el voltant es parla sard; l'altre és la comarca del Vinalopó Mitjà (País Valencià), que és de parla catalana i existeixen illes lingüístiques a les poblacions de Villena, Asp i Montfort del Cid.

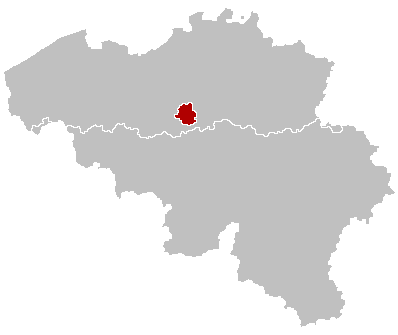
L'enclavament predominantment francòfona de Brussel·les
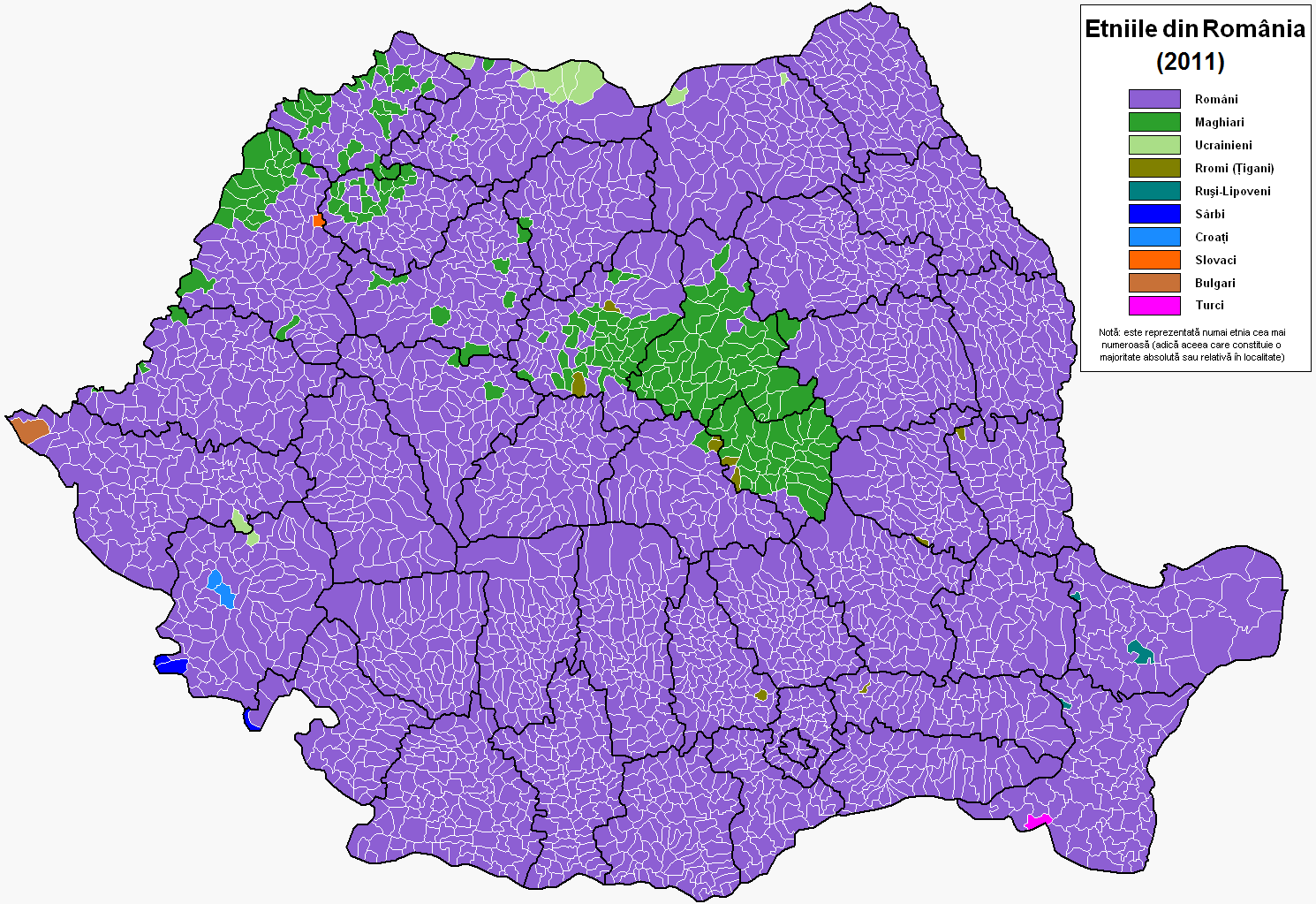
Illes lingüístiques a Romania
Zona lingüística sòrab a Alemanya
L'enclavament català de l'Alguer a Sardenya